# Stosunki międzynarodowe
Stosunki międzynarodowe, internacjologia – dyscyplina naukowa w ramach nauk społecznych. Przedmiotem badań są wszelkie „stosunki społeczne, które kształtują się ponad granicami państw i dotyczą relacji między różnymi podmiotami życia międzynarodowego”.
Stosunki międzynarodowe ujmuje się szerzej niż tylko jako stosunki między państwami, ale także między innymi podmiotami międzynarodowymi, np. organizacjami międzynarodowymi, przedsiębiorstwami i partiami politycznymi z różnych państw.
Absolwent kierunku lub ekspert w dziedzinie stosunków międzynarodowych zwany jest internacjologiem.

## Historia[5]
Za prekursorów współczesnej nauki o stosunkach międzynarodowych uważa się wielu myślicieli, którzy część swoich prac poświęcili zagadnieniom relacji między narodami, w szczególności kwestiom wojny i pokoju. Do tej grupy zaliczani są m.in. Platon, Arystoteles, Pierre Dubois, Ibn Chaldun, Niccolò Machiavelli, Paweł Włodkowic, Erazm z Rotterdamu czy Hugo Grocjusz. Przez wiele wieków wiedza właściwa dzisiaj dla nauki o stosunkach międzynarodowych była przekazywana w ramach kształcenia służby dyplomatycznej. W tym właśnie celu w 1754 r. powołana została Akademia Orientalna w Wiedniu, uważana za prekursorkę dydaktyki w tej dziedzinie.
Na gruncie akademickim, w początkowym okresie swojej historii nauka o stosunkach międzynarodowych uważana była za jedną z dziedzin politologii oraz rozwijana i nauczana w ramach studiów politologicznych. Proces stopniowego wybijania się na pozycję odrębnej nauki został zapoczątkowany w pierwszych dekadach XX wieku. W 1900 na University of Wisconsin rozpoczęto wykłady z przedmiotu „polityka międzynarodowa” (termin ten do dzisiaj jest w wielu krajach synonimem określenia „stosunki międzynarodowe”). W 1919 Uniwersytet Walijski jako pierwsza na świecie uczelnia uruchomił katedrę polityki międzynarodowej. Wkrótce potem podobne jednostki powstały na Sorbonie, London School of Economics and Political Science i Oxford University. W 1920 powstał Królewski Instytut Spraw Międzynarodowych w Londynie – pierwszy duży think tank i zarazem towarzystwo naukowe specjalizujące się w tej dziedzinie. W 1924 rozpoczęto publikację pierwszego periodyku naukowego – International Affairs.
W Polsce przedmioty związane ze stosunkami międzynarodowymi zostały wprowadzone do programu nauczania na uniwersytetach w okresie międzywojennym. Za pierwszą specjalistyczną jednostkę dydaktyczną uważa się powstałe w 1930 Studium Dyplomatyczne przy Wydziale Prawa Uniwersytetu Jana Kazimierza we Lwowie.
W 1947 powstał Polski Instytut Spraw Międzynarodowych, rządowy ośrodek badawczy mający służyć polskiej dyplomacji zapleczem eksperckim. Wkrótce potem zainaugurowano najważniejsze polskie czasopismo specjalistyczne, Sprawy międzynarodowe. W latach 1950–1961 istniała też Szkoła Wyższa Służby Zagranicznej, kształcąca kadry dla dyplomacji PRL. Od 1976 na Uniwersytecie Warszawskim działa powstały jako pierwszy w Polsce Instytut Stosunków Międzynarodowych, badania w tej dziedzinie rozwijały się także prężnie na innych uczelniach, m.in. Uniwersytecie Marii Curie-Skłodowskiej, Uniwersytecie Mikołaja Kopernika czy Uniwersytecie Wrocławskim.
Od 1991 stosunki międzynarodowe są w Polsce samodzielnym kierunkiem studiów, który obecnie ma w swej ofercie bardzo wiele uczelni prywatnych i państwowych. Istnieje również wiele pozauczelnianych ośrodków badawczych, zarówno państwowych, jak i działających jako organizacje pozarządowe, m.in. wspomniany już Polski Instytut Spraw Międzynarodowych (PISM), a także Ośrodek Studiów Wschodnich, Instytut Zachodni, Centrum Stosunków Międzynarodowych, Instytut Geopolityki czy Instytut Studiów Strategicznych. Szczególną rolę odgrywa działająca obecnie jako część PISM Akademia Dyplomatyczna, w której nauka stanowi pierwszą część szkolenia przyszłych urzędników służby zagranicznej (wyspecjalizowanej części służby cywilnej, podległej Ministerstwu Spraw Zagranicznych).

## Zakres badań
Ze względu na bardzo szerokie pole badawcze, obejmujące całość zjawisk o zasięgu przekraczającym granice państw, nauka o stosunkach międzynarodowych jest dziedziną wysoce interdyscyplinarną. Zajmujący się nią naukowcy korzystają z dorobku i aparatu badawczego takich nauk jak politologia, prawo, historia, ekonomia, geografia, socjologia, filozofia, a niekiedy nawet psychologia. W konsekwencji, studia akademickie w zakresie stosunków międzynarodowych składają się zwykle z przedmiotów zawierających elementy każdej z tych nauk.
Najczęściej stosowany podział stosunków międzynarodowych przyjmuje za kryterium ich przedmiot. Tradycyjnie za najważniejsze uważano międzynarodowe stosunki polityczne, wojskowe oraz gospodarcze. W ostatnich dekadach coraz większą doniosłość w światowej nauce o stosunkach międzynarodowych zyskują kierunki takie jak międzynarodowe stosunki kulturalne, naukowo-techniczne czy ekologiczne. Stosuje się także inne podziały, np. bazujący na kryterium geograficznym (np. stosunki międzynarodowe w Europie).

## Teoria
Nauka o stosunkach międzynarodowych nie zdołała jak dotąd wypracować jednego, usystematyzowanego i powszechnie akceptowanego wyjaśnienia teoretycznego badanych zjawisk i procesów. Zamiast tego – podobnie jak w wielu innych naukach społecznych – funkcjonuje wiele nurtów i ujęć badawczych. Największą rolę odgrywają obecnie trzy z nich: realizm, liberalizm i konstruktywizm (przy czym każdy z nich ma wiele odmian, zaś wyznający je badacze zgadzają się często tylko w najbardziej ogólnych kwestiach).
Podmioty biorące udział w stosunkach międzynarodowych nazywane są ich uczestnikami lub aktorami. W Polsce najczęściej przyjmuje się ich klasyfikację zaproponowaną przez Józefa Kukułkę. Badacz ten wyróżnił cztery zasadnicze typy uczestników:
1. narody
2. państwa
3. organizacje międzynarodowe
4. struktury i siły transnarodowe[6].

Nieco odmiennie na kwestię tę patrzy nauka prawa międzynarodowego, która wypracowała pojęcie podmiotów prawa międzynarodowego.

### Epistemologia i teoria stosunków międzynarodowych
Teorie stosunków międzynarodowych można podzielić na dwa obozy epistemologi: „pozytywistyczny” i „post-pozytywistyczny”. Teorie pozytywistyczne ukierunkowane są na powielanie tych metod natury naukowej, które pozwalają analizować materialną siłę uderzeniową. Z reguły skupione są na cechach stosunków międzynarodowych takich jak: zależności między stanami, wielkość siły militarnej, równowaga sił itp. Post-pozytywistyczna epistemologia z kolei odrzuca pomysł, że świat społeczny może zostać zbadany w sposób obiektywny i bez uwzględnienia standardów. Odrzuca centralne idee neorealizmu/neoliberalizmu, takie jak teoria racjonalnego wyboru na płaszczyźnie, na której metoda naukowa nie ma zastosowania w społeczeństwie, a zbadanie stosunków międzynarodowych jest niemożliwe.
Kluczowa różnica pomiędzy tymi dwoma pozycjami leży w tym, iż pozytywne teorie, takie jak neo-realizm oferują nieformalne wytłumaczenia (takie jak: dlaczego i jak siła jest gromadzona). Post-pozytywistyczne teorie skupiają się z kolei na pytaniach, np. co jest rozumiane przez „siłę”; jak ją nadrobić, jak jest gromadzona i jak można ją odtworzyć. Często teorie post-pozytywistyczne wyraźnie wspierają normatywne podejście do stosunków międzynarodowych, poprzez uwzględnienie etyki. „Tradycyjne” stosunki międzynarodowe często były ignorowane, podczas gdy pozytywistyczne teorie tworzyły różnice między „faktami” i normatywnymi osądami, czy też pojęciem „wartości”.
Debata w latach 1980/1990 między pozytywistami i post-pozytywistami stała się dominującą debatą i została określona jako jedna z trzech „Największych Debat” tego okresu.